# Hubert Work

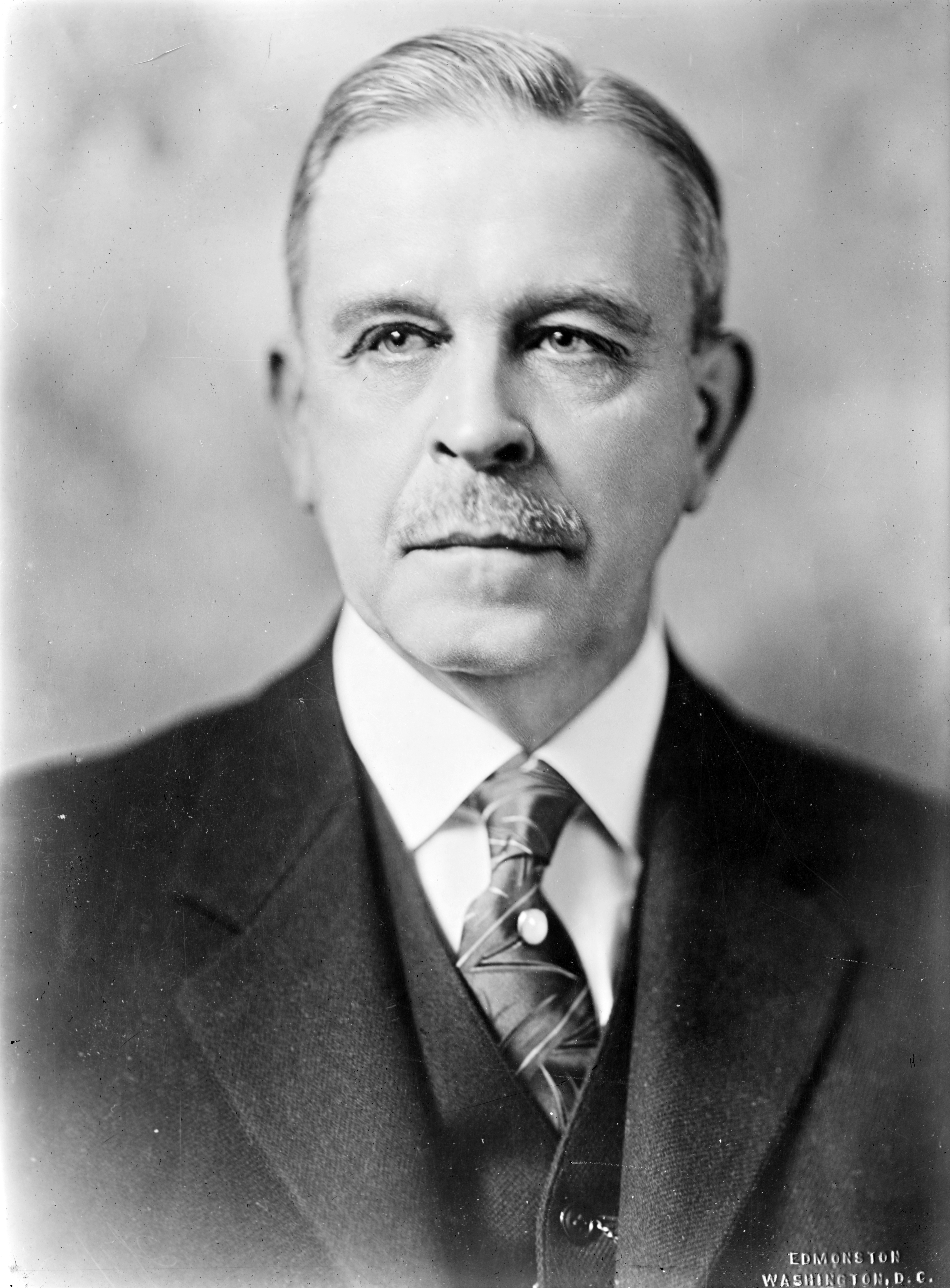
Hubert Work

Hubert Work (* 3. Juli 1860 in Marion Center, Indiana County, Pennsylvania; † 14. Dezember 1942 in Denver, Colorado) war ein US-amerikanischer Politiker der Republikanischen Partei, der von 1922 bis 1928 dem US-Kabinett angehörte.
Work schloss sein Medizinstudium an der University of Pennsylvania 1885 als Dr. med. ab. Er ließ sich in Colorado nieder und begründete dort 1896 das Woodcroft Hospital in Pueblo. Im Ersten Weltkrieg gehörte er dem medizinischen Korps der US Army an und bekleidete den Rang eines Lieutenant Colonel. 1920 war er Präsident der American Medical Association.
Politisch stieg Hubert Work zunächst innerhalb der Republikanischen Partei auf, deren Sektion in Colorado er im Jahr 1912 leitete. 1920 gehörte er der Delegation seines Staates bei der Republican National Convention an; dem Republican National Committee stand er von 1928 bis 1929 als Chairman vor.
1914 trat Work in einer Nachwahl zum US-Senat an, unterlag aber dem Demokraten Charles S. Thomas, der später auch Gouverneur von Colorado wurde. Work erhielt 39 Prozent der Stimmen, Thomas 40,3 Prozent. Dies war das erste Mal, dass in Colorado – basierend auf dem 17. Verfassungszusatz – ein Senator vom Volk gewählt wurde.
US-Präsident Warren G. Harding berief Hubert Work 1922 als Postminister (Postmaster General) in sein Kabinett. 1923 wechselte er ins Amt des US-Innenministers; diesen Posten behielt er auch, nachdem Harding gestorben war und Calvin Coolidge seine Nachfolge angetreten hatte, bis 1928. Während seiner Zeit als Innenminister wurde es zum Normalfall, dass Indianer die amerikanische Staatsbürgerschaft erhielten.
Hubert Work starb 1942 in Colorado und wurde auf dem Nationalfriedhof Arlington beigesetzt.